# 硫氰酸钠
硫氰酸钠是一种无机化合物，化学式为NaSCN，为无色易潮解晶体。

## 性质
硫氰酸钠是一种白色斜方结晶或粉末，在空气中易潮解，易溶于水、乙醇和丙酮等溶剂，水溶液呈中性。与浓硫酸作用生成黄色的硫酸氢钠，与铁盐作用生成血红色的硫氰酸铁，与亚铁盐无反应。与钴盐生成深蓝色的硫氰酸钴。
硫氰酸钠为斜方晶系，晶体结构中每个钠离子与三个硫原子和三个氮原子（从硫氰酸根离子）相邻。
硫氰酸钠可以和硝酸钠在340℃发生放热反应，可能引发爆炸。

## 制备
1、由氰化钠与硫黄反应，然后除杂、脱色、过滤、滤液蒸发、过滤、结晶、分离得到。
{\displaystyle {\rm {\ NaCN+S\rightarrow NaSCN}}}
2、以砷碱液脱除焦炉气中硫化氢时，产生硫氰酸钠和氰化钠，通过再生塔转化为硫代硫酸钠和硫氰酸钠。

## 用途
用作化学分析试剂、聚丙烯腈纤维抽丝溶剂、彩色电影胶片冲洗剂、某些植物脱叶剂等。
有机合成中，用于将卤代烃转变为相应的硫氰酸酯。例如，异丙基溴在热乙醇溶液中与硫氰酸钠反应，得到硫氰酸异丙酯。类似的试剂还有硫氰酸铵和硫氰酸钾。
硫氰酸钠遇酸转化为异硫氰酸（S=C=NH）。它在原位生成后，可以与胺类反应生成相应的硫脲衍生物。
硫氰酸钠是最早用於治疗高血压的化学药物，在1900年投入使用，但副作用很多，没有得到广泛应用。